# Operatore economico autorizzato
Lo status di operatore economico autorizzato, AEO (in lingua inglese Authorized Economic Operator) certifica una situazione di affidabilità specifica di un operatore economico nei confronti delle autorità doganali e fa parte delle nuove procedure di informatizzazione nei rapporti tra soggetti privati e autorità incaricate delle attività di controllo nel commercio internazionale.

## L'autorizzazione di AEO
Dal 1º gennaio 2008 sono entrate in vigore le novità introdotte con i regolamenti (CE) n. 648/2005 e n. 1875/2006, che modificano il Codice doganale comunitario e le Disposizioni di applicazione del codice relativamente al rilascio agli operatori economici che fanno richiesta di un: 
- certificato AEO/Semplificazioni doganali (AEOC)
- certificato AEO/Sicurezza (AEOS);
- certificato AEO/Semplificazioni doganali e Sicurezza (AEOF);

tutti con valenza comunitaria.
Tale certificazione può essere riconosciuta agli operatori economici ed ai loro partner commerciali che intervengono nella catena di approvvigionamento internazionale, ossia: produttori, agli esportatori, agli speditori/imprese di spedizione, ai depositari, agli agenti doganali, ai vettori, agli importatori. Figure che nel corso delle loro attività commerciali, prendono parte ad attività disciplinate dalla regolamentazione doganale e si qualificano positivamente rispetto agli altri operatori, in quanto ritenuti affidabili e sicuri nella catena di approvvigionamento.
I soggetti che possono richiedere i certificati AEO sono:
- gli operatori economici stabiliti nel territorio doganale della Comunità che compiono attività inerenti alle operazioni doganali;
- gli operatori economici extracomunitari qualora vi sia un accordo di mutuo riconoscimento del certificato AEO tra la Comunità ed il Paese terzo ove è insediato il richiedente;
- le società aeree o marittime non comunitarie ma che dispongono di una sede locale o che usufruiscono delle semplificazioni di cui agli art. 324 sexies, 445 o 448 del Reg. (CEE) 2454/93.

L'istanza per richiedere la certificazione AEO, deve essere presentata presso l'ufficio delle dogane competente per il luogo in cui l'operatore detiene la contabilità principale relativa alle operazioni svolte ed in cui è effettuata almeno parte delle operazioni oggetto del certificato AEO.
I vantaggi di diventare operatore AEO sono:
- acquisizione di uno status di affidabilità e di sicurezza con valenza illimitata e comunitaria
- riduzioni dei controlli
- semplificazioni doganali
- facilitazioni nel settore della sicurezza
- migliori relazioni con le autorità doganali
- mutuo riconoscimento

I benefici per chi ottiene la certificazione AEO sono riassumibili come segue:
Benefici Generali
- Più facile accesso alle semplificazioni doganali
- Facilitazioni per i controlli di sicurezza
- Possibilità di preavvertire l'operatore in caso di selezione per il controllo dal (1º luglio 2009)
- Riduzione della quantità di dati da fornire per la dichiarazione sommaria

Ulteriori benefici connessi ai controlli doganali
- Minori controlli fisici e documentali
- Priorità di trattamento del carico, in caso di selezione per il controllo (dal 1º luglio 2009)
- Possibilità di scelta del luogo di effettuazione del controllo (soggetto ad accordo con la dogana) (dal 1º gennaio 2009)